# Henning Steinfeld
Henning Steinfeld (* 1957 in Köln) ist ein deutscher Agrarwissenschaftler, Direktor des Sektors „Viehzuchtpolitik“ der Food and Agriculture Organization (FAO) der UNO mit Sitz in Rom und Autor wissenschaftlicher Aufsätze zum gleichen Thema.

## Leben
Steinfeld ist in Köln geboren und in Ostwestfalen aufgewachsen.  Er studierte Agrarwissenschaften an der FU Berlin.
Er betreute mehrere landwirtschaftliche Entwicklungsprojekte in Afrika. Seit 1995 ist er Direktor des Sektors Viehzuchtpolitik der FAO und hat sich in dieser Position mehrfach kritisch mit der weltweiten Zucht von Rindern und der Auswirkung auf das Klima auseinandergesetzt. Er ist für die Veröffentlichung des UNO-Reports Livestock's Long Shadow verantwortlich, der die Klimaschädlichkeit der Viehzucht dokumentiert.

## Werke
- Livestock's Long Shadow (2006)